# Irob

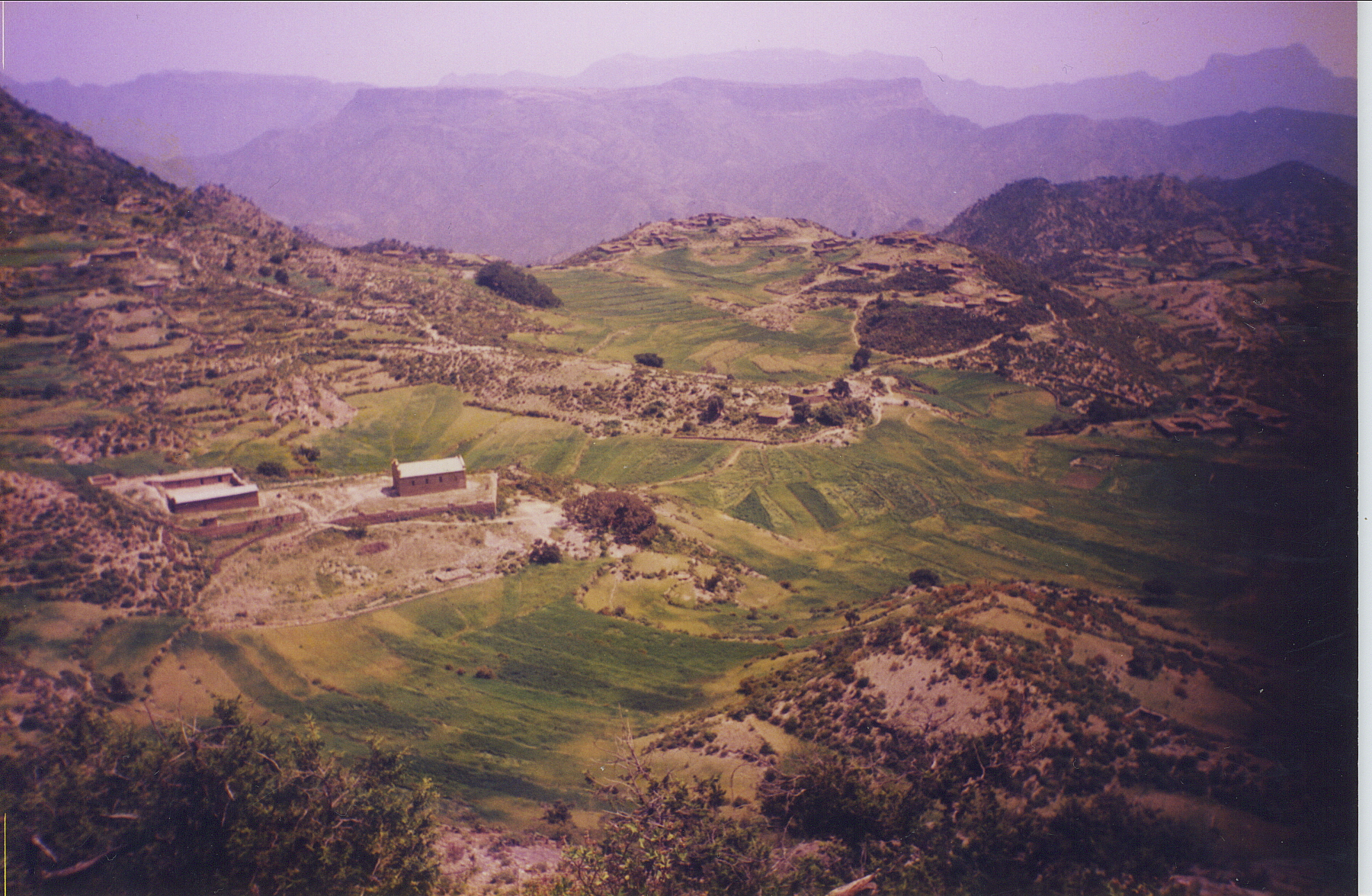
Kafna im Irobland

Die Irob (Altäthiopisch: ኢሮብ ʾirōb, auch Erob) sind eine ethnische Gruppe, die eine gleichnamige bergige Hochland-Region in der nordöstlichen Tigray-Region in Äthiopien besiedeln. Sie sprechen Saho, sind überwiegend christlich (Äthiopisch-Orthodoxe Tewahedo-Kirche und Äthiopisch-Katholische Kirche) und großteils Landwirte. Obwohl die Grenzen des Irobland bis zu einem gewissen Grad identisch zu denen des Irob Woreda sind, grenzt es an folgende Regionen: Dabri-Mela im Norden, Hado im Osten, die Afar-Region im Osten und Süden, Shoumezana und Gulomahda im Westen und Saesi Tsaedaemba im Süden. Die größten Nachbarn sind die Saho und Muslime, danach die muslimischen Afar, die übrigen sind christliche Tigray.

## Geschichte

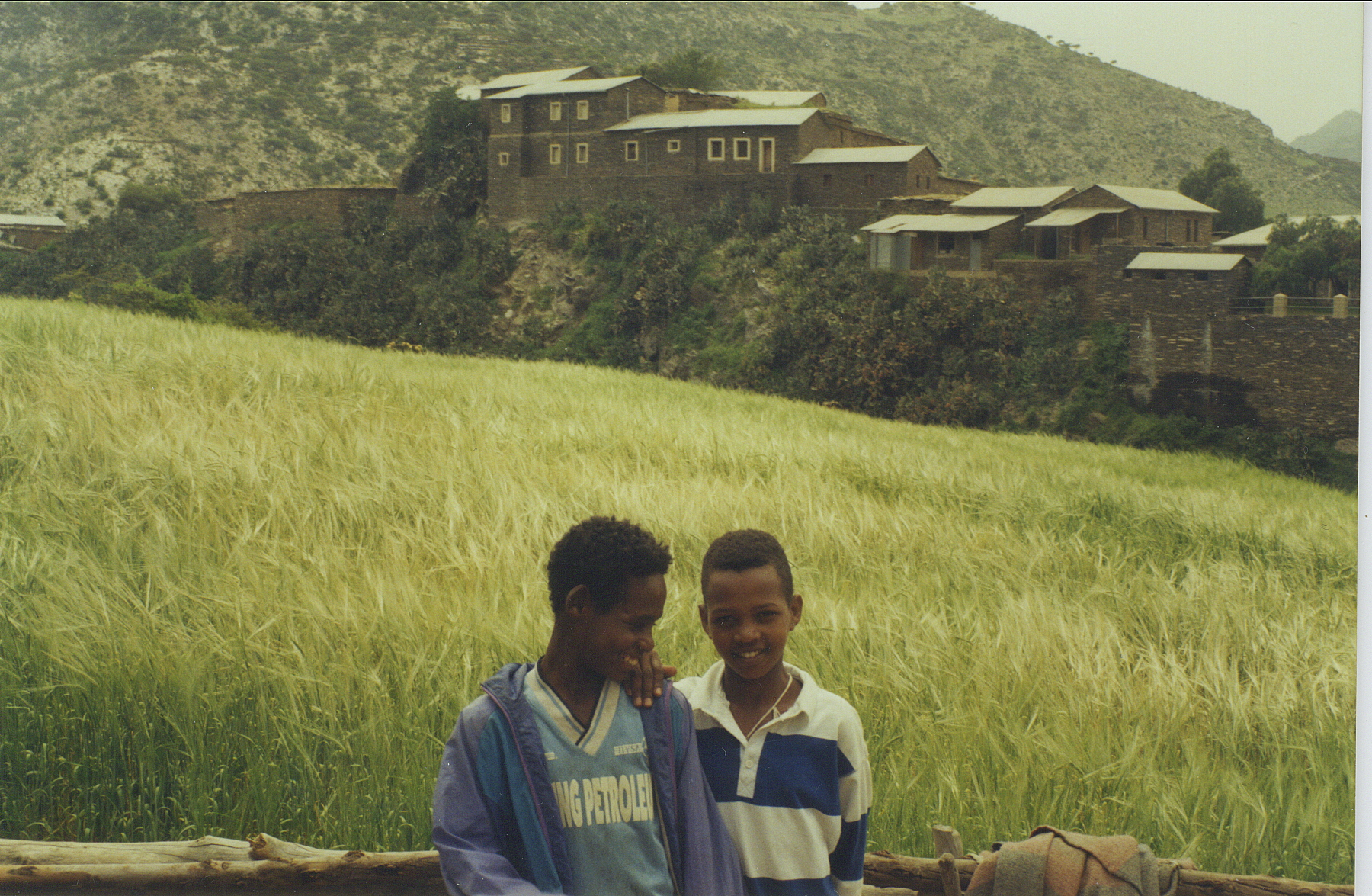
Irobische Jungen in Alitena

Das traditionelle Zentrum der Irob ist Alitena. Sie führen sich auf einen Mann zurück: Summe, Sohn von Neguse Worede-Mehret, der mündlicher Tradition zufolge von Tsira’e in Kilite Awla’elo, einem Teil der Tigray-Region, vor über 700 Jahren in das Irobland immigrierte.
Trotz ihrer relativ geringen Bevölkerungszahl waren die Irob Vorreiter der regionalen und nationalen Politik in Äthiopien. Seit der Zemene Mesafint dominierte die Familie von Shum Agame Woldu die tigrayanische Politik. Zu dieser Dynastie gehörte Dejazmach Sabagadis, Shum Agame Desta, Ras Sebhat Aregawi und viele weitere inklusive Kaiser Yohannes IV.
Während der italienischen Invasion beteiligten sich irobische Patrioten unter der Führung von Dejazmach Ayele Sebhat und Dejazmach Kassa Sebhat. Es wurde berichtet, wie sie eine italienische Kolonne angriffen und fast aufrieben, die vom südlichen Eritrea her über Danakil-Somalia vorrückte, um den Rand des Hochlandes von Abessinien zu erreichen. an der anti-italienischen Widerstandsbewegung von ihrer Basis in Mount Asimba aus.
In anderen Zeiten spielten viele Irobs, wie z. B. Tesfay Debassay, ein Führer der Äthiopischen Revolutionären Volkspartei (IHAPA), eine wichtige Rolle im Kampf gegen das feudale Regime unter Kaiser Haile Selassie und gegen die spätere diktatorische Junta unter Oberst Mengistu Haile Mariam.
Außerdem diente das Irobland, vor allem rund um Assimba und Aiga, als Stützpunkt für mehrere äthiopische Revolutionsbewegungen, einschließlich der RPRP und der Volksbefreiungsfront von Tigray (TPLF). In Aiga fanden wichtige Schlachten während des Eritrea-Äthiopien-Krieges (1998–2000) statt, die schließlich zum Rückzug der eritreischen Kräfte aus der Region führten.

## Gesellschaft und Kultur

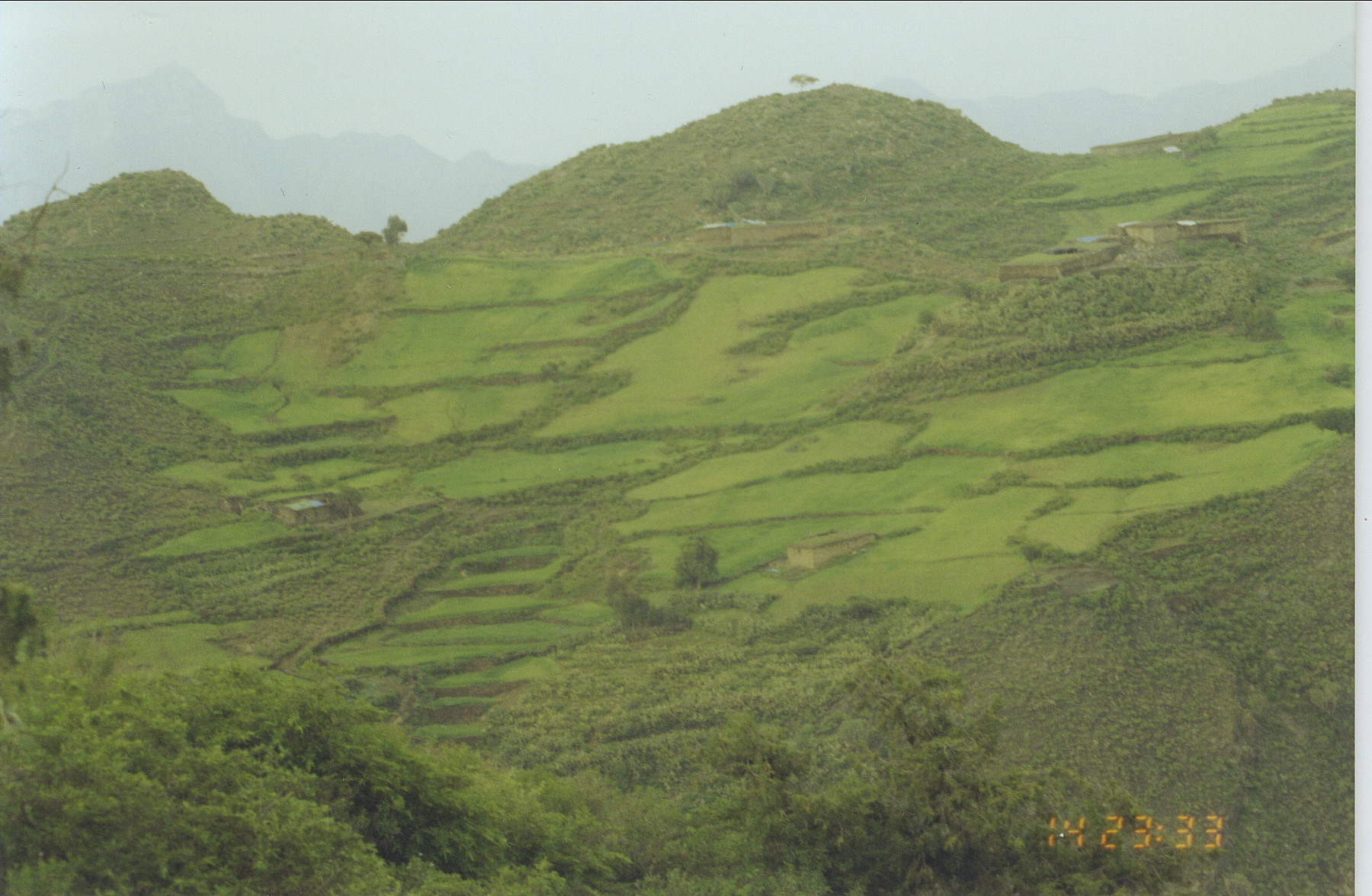
Addaga Village

Die Irob teilen sich auf in drei große Subgruppen, auch Are (Häuser): Adgadi-Are, Buknaiti-Are und Hasaballa. Die Adgadi-Are und Hasballa sind vorwiegend orthodoxe Christen, während die Bouknaiti-Are überwiegend katholisch sind.
Die Wirtschaft der Irob basiert primär auf Landwirtschaft, einschließlich Viehhaltung. Die Region ist aber auch für ihren exzellenten Honig bekannt. Der Miess/Tej (Honigwein), der aus dem Honig dieser Region gemacht wird, wird in der gesamten Region für seine Qualität gepriesen.
Generell sind die Irob eine bikulturelle Gesellschaft. Mit ihren Saho sprechenden Nachbarn teilen sie eine gemeinsame Sprache und bestimmte soziale Strukturen, wie ein Clan-System namens „Mela“ oder den Titel „Ona“ für die regionalen Anführer. Viele andere kulturelle Praktiken, wie Hochzeitszeremonien, Kleidung, Tanz und Speisen, ähneln jedoch mehr ihren Tigringa sprechenden Nachbarn.
Trotzdem haben die Irob auch unterscheidende Bräuche. So kennen sie zum Beispiel ein erarbeitendes Gedichteerzählen unter dem Namen „Adar“. Die Männer der Irob kennen eine Tanz/Schritt-Routine mit den Namen „Hora“ und „Alkafo“, die traditionell in Vorbereitung von Kämpfen getanzt wurde und heute vor allem während Hochzeiten und ähnlichen Zeremonien zu sehen ist.